# Giuseppina Turrisi Colonna
Giuseppina Turrisi Colonna, princesse de Galati, née le 2 avril 1822 à Palerme, morte le 17 février 1848 est une poétesse italienne.

## Biographie
Giuseppina est la deuxième fille du baron Mauro Turrisi, et de Rosalia Colonna, de la famille des ducs de Cesarò. Ses ainés sont le futur sénateur et maire de Palerme, Nicolò Turrisi Colonna, et la peintre Annetta Turrisi Colonna. Ses frères cadets sont Giuseppe, duc de Bissana, également épris de poésie, et Antonio, prince de Palagonia.
Ils vivent dans le palais Asmundo, face à la cathédrale de Palerme.
Elle apprend le français à l'institut des sœurs Revillon et reçoit une éducation artistique et politique, auprès de Giuseppe Borghi, spécialiste de littérature classique italienne et particulièrement de Dante. Lorsque son professeur est renvoyé de Sicile par les autorités napolitaines en 1838, elle entame avec lui une correspondance et poursuit son éducation auprès de Francesco Paolo Perez, futur député au Parlement sicilien en 1848, ministre et maire de Palerme.
Initiée aux lettres classiques, elle s'intéresse ensuite le romantisme lisant Johann Wolfgang von Goethe, Giacomo Leopardi et George Gordon Byron. Elle traduit des poètes classiques et modernes, tels que Bion de Smyrne, Callimaque, Ovide, Young et Byron,. 
A 14 ans, elle écrit ses premiers vers sous l'égide de Borghi en s'inspirant des « Hymnes sacrés » de Manzoni, dans lesquels elle évoque Judith libératrice de sa ville contre les Assyriens. Plus tard dans ses œuvres, elle met en avant Aldruda Frangipane qui permit de lever le siège d'Ancône en 1174, Jeanne d'Arc et les femmes siciliennes en cherchant à les inciter à se défaire du joug napolitain. Elle s'inspire d'autres femmes de lettres, comme Gaspara Stampa et Vittoria Colonna.
Elle publie en 1841 un premier recueil, qui est remarqué par des lettrés siciliens mais aussi italiens, dont Francesco Domenico Guerrazzi, Giovanni Battista Niccolini, Terenzio Mamiani ou Tommaso Grossi. Sa poésie exprime penchants féministes et élans patriotiques s'inscrivant dans le mouvemen du Risorgimento. Comme ses concitoyennes Concettina Ramondetta Fileti et Rosina Muzio Salvo, elle défend par ses traductions et ses publications la place des femmes dans le milieu lettré sicilien.
En 1847, elle épouse Giuseppe De Spuches, prince de Galati et duc de Caccamo, traducteur de plusieurs textes grecs, et meurt en couche l'année suivante lors de la naissance de son premier enfant, alors qu'a éclaté la Révolution sicilienne.
Comme sa sœur, morte trois jours avant elle, et plus tard son mari, elle est inhumée en l'Église San Domenico de Palerme, avec une stèle réalisée par Valerio Villareale.

## Œuvres
- 1841, Alcune poesie (Palerme, Stamperia)
- 1843 : Parnasso italiano, vol 2 (Paris, Baudry) [lire en ligne]
- 1846 : Liriche (Florence, Le Monnier) [lire en ligne]
- 1847 : Elegie (Palermo, R. Stamperia)